# Кубер Пиди
Кубер Пиди (енгл. Coober Pedy) је град у северном делу аустралијске савезне државе Јужна Аустралија. Налази се око 800 km северно од Аделејда. У граду живи око 2.000 становника, а због климатских услова већина грађевина налази се испод земље. Град је основан 1915. после открића богатих налазишта опала, која су највећа у свету. 
Кубер Пиди се због тога назива „светском престоницом опала“. Клима ових простора је пустињска са изузетно високим дневним температурама које често достижу 40°C. Већина становника запослена је у рудницима опала, који представљају основицу развоја града. У Кубер Пидију се под земљом налази српска православна црква Светог Илије Пророка, друга таква у свету - уз цркву Дајбапског манастира код Подгорице у Црној Гори, која је ископана 1897.